# Entymetopus limis
Entymetopus limis — вид жесткокрылых семейства долгоносиков.

## Экология
Головотрубка не образует явственного конуса и в вершинной трети слегка расширена. Второй сегмент жгутика усиков чуть длиннее первого. Заднегрудь значительно длиннее поперечника тазиковых впадин средних тазиков. Тело вытянутое, цилиндрическое, сверху в глубоко рассечённых чешуйках и отдельных длинных торчащих волосках. Глаза более или менее выпуклые, хорошо видны сверху.